# Geoemydidae
Famille
Synonymes
- Bataguridae Gray, 1870

Les Geoemydidae sont une famille de tortues d'eau douce cryptodires (excepté les Vijayachelys et quelques Rhinoclemmys qui sont terrestres). Cette famille a été décrite par William Theobald en 1868. Elle compte deux sous-familles, dix-neuf genres et soixante-et-onze espèces.
Parmi les 25 tortues du monde les plus menacées d'extinction, 13 sont des géoémydidés menacés par la surexploitation de leur chair et de leurs supposées vertus médicinales.

## Répartition
Les espèces de cette famille se rencontrent presque toutes en Asie, principalement en Asie du Sud-Est, excepté le genre Mauremys que l'on trouve en Asie, en Europe et Afrique du nord ainsi que le genre Rhinoclemmys que l'on trouve en Amérique.

## Liste des genres
Selon TFTSG (8 janvier 2012) :
- sous-famille Geoemydinae Theobald, 1968
  - genre Batagur Gray, 1856
  - genre Cuora Gray, 1856
  - genre Cyclemys Bell, 1834
  - genre Geoclemys Gray, 1856
  - genre Geoemyda Gray, 1834
  - genre Hardella Gray, 1870
  - genre Heosemys Stejneger, 1902
  - genre Leucocephalon McCord, Iverson, Spinks & Shaffer, 2000 
  - genre Malayemys Lindholm, 1931
  - genre Mauremys Gray, 1869
  - genre Melanochelys Gray, 1869
  - genre Morenia Gray, 1870
  - genre Notochelys Gray, 1863
  - genre Orlitia Gray, 1873
  - genre Pangshura Gray, 1856
  - genre Sacalia Gray, 1870
  - genre Siebenrockiella Lindholm, 1929
  - genre Vijayachelys Praschag, Schmidt, Fritzsch, Müller, Gemel & Fritz, 2006
- sous-famille Rhinoclemmydinae Le & McCord, 2008
  - genre Rhinoclemmys Fitzinger, 1835

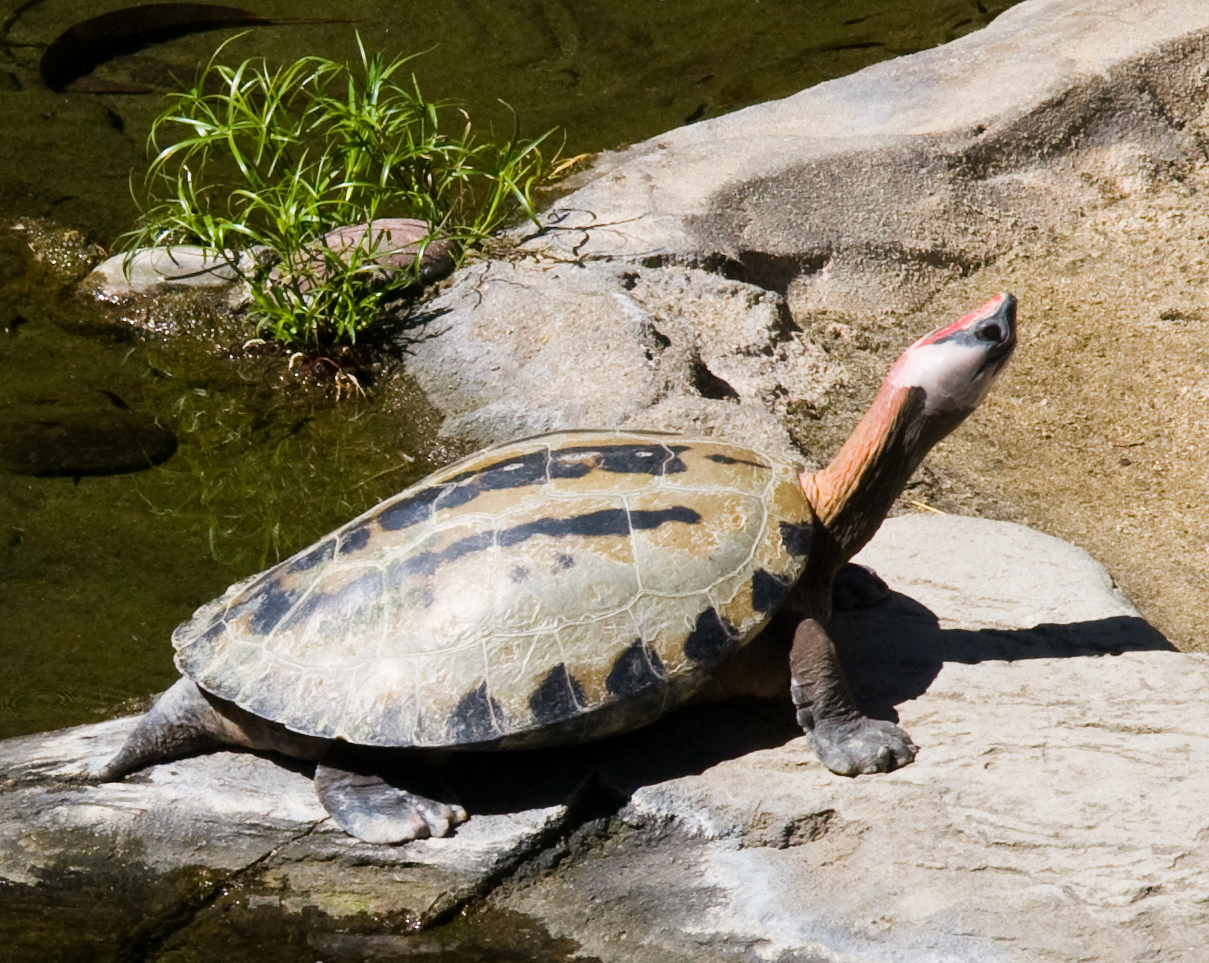
Batagur borneoensis
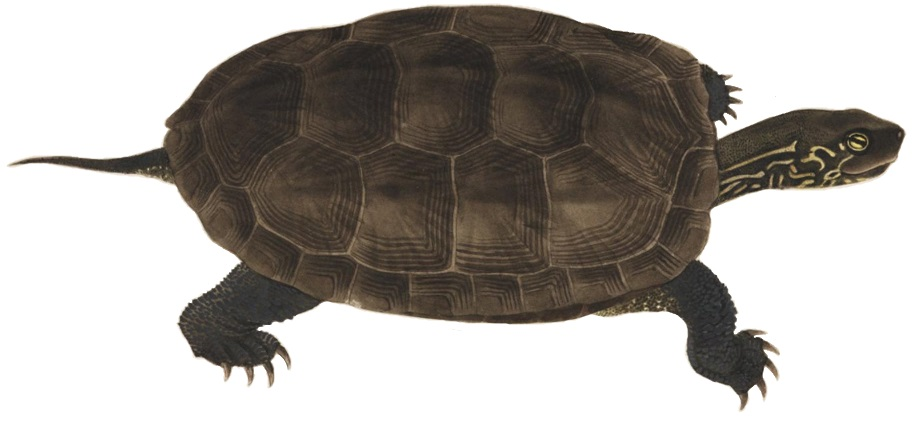
Chinemys reevesii
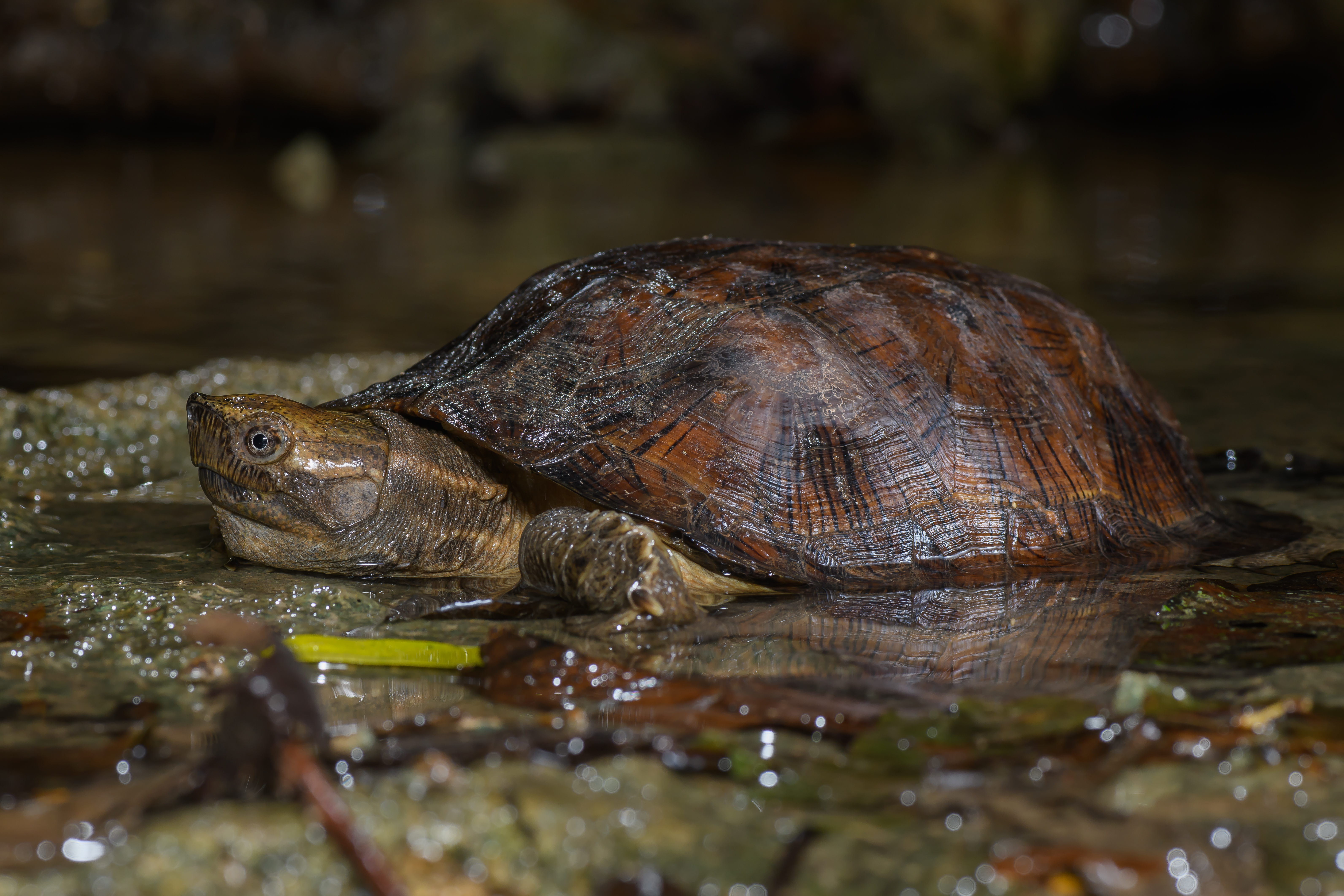
Cyclemys oldhamii
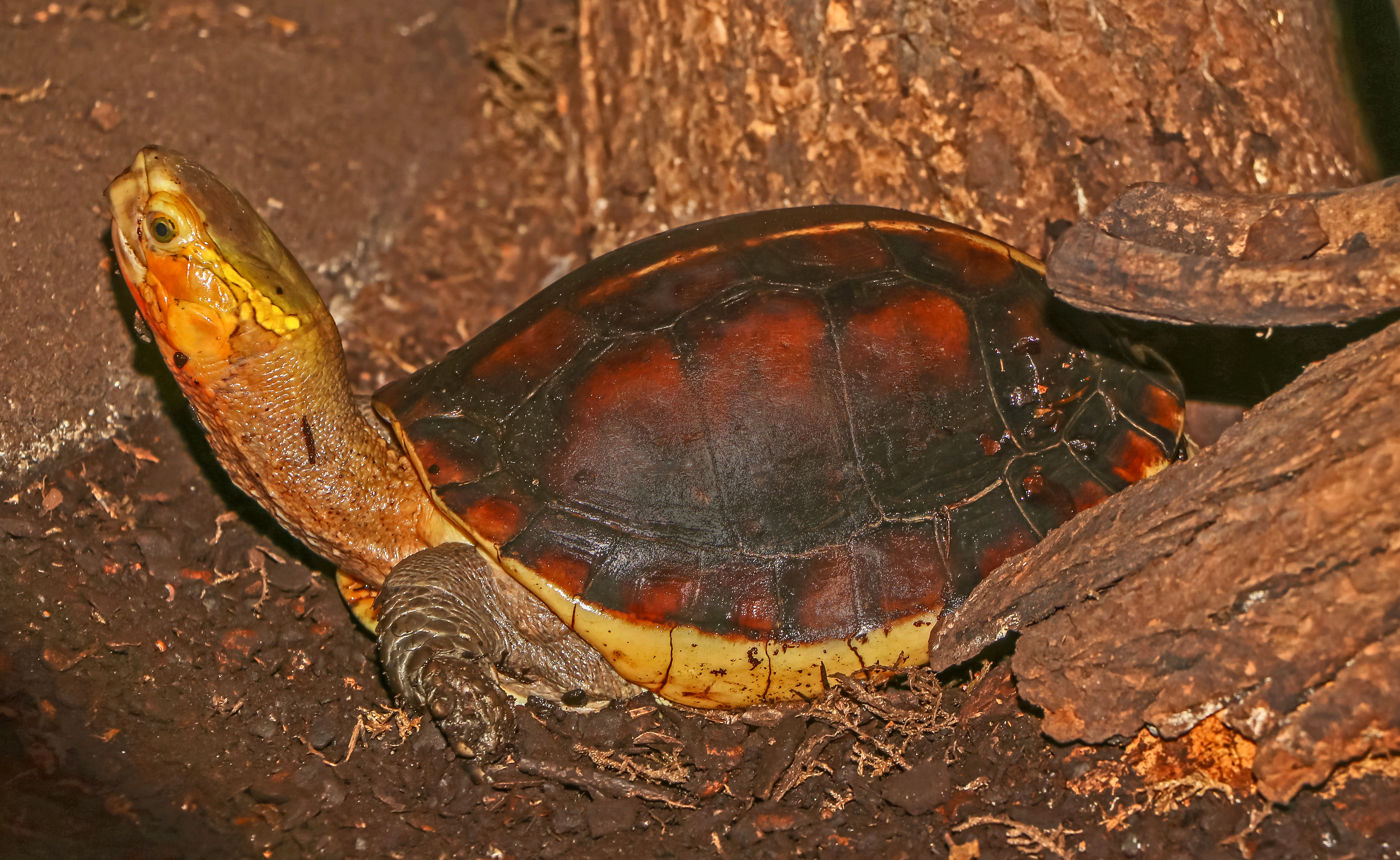
Cuora flavomarginata
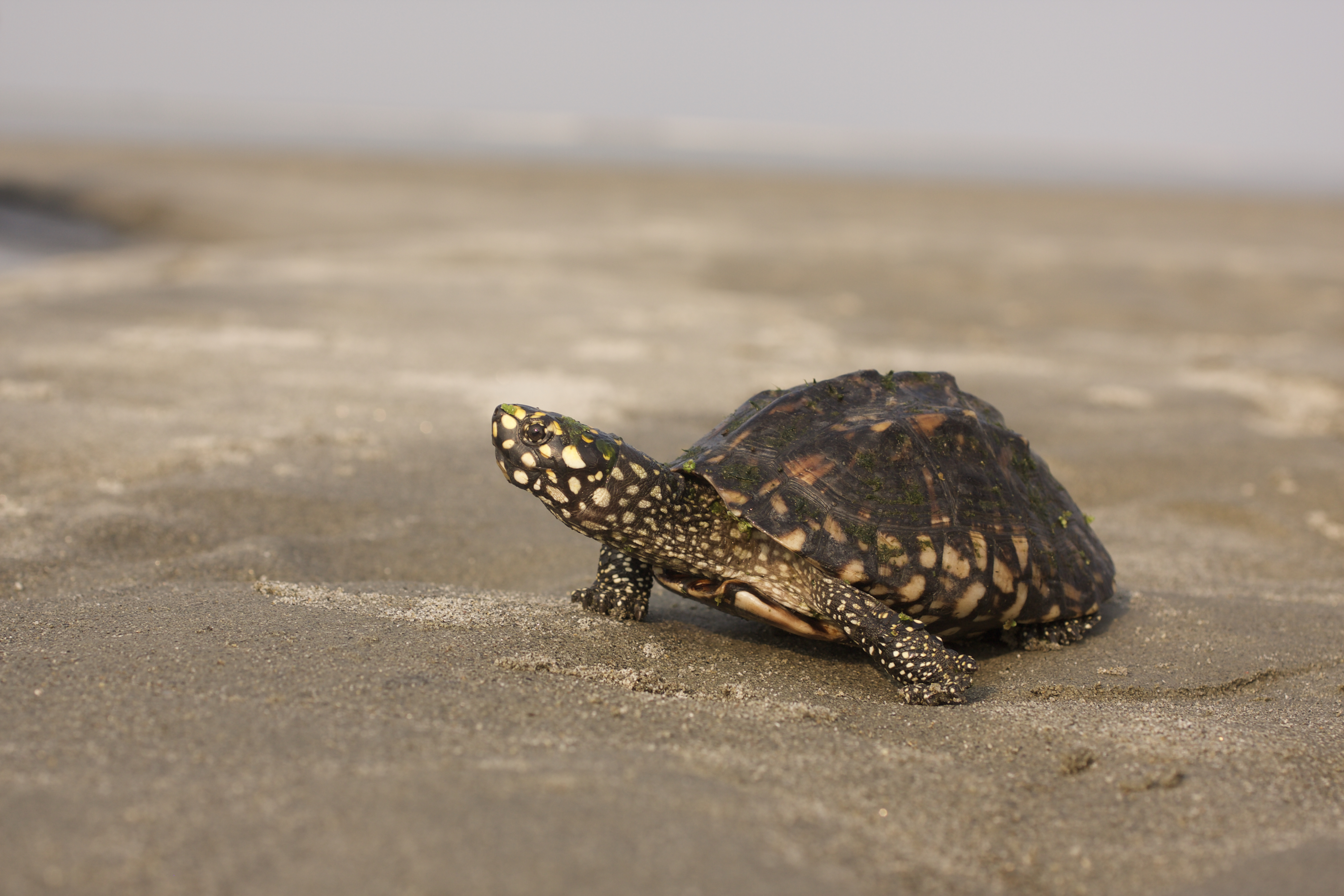
Geoclemys hamiltonii
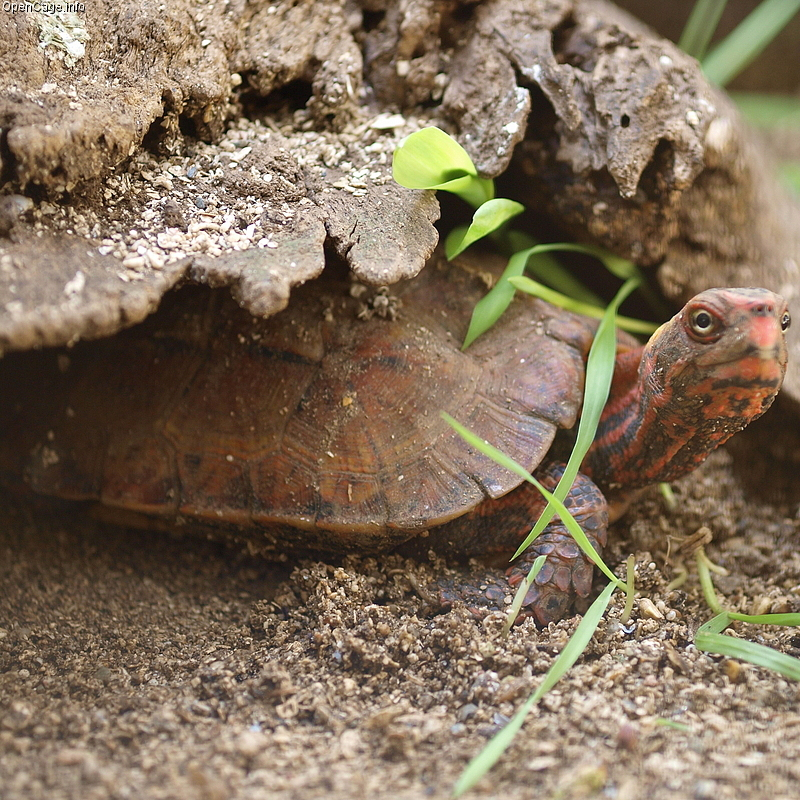
Geoemyda japonica
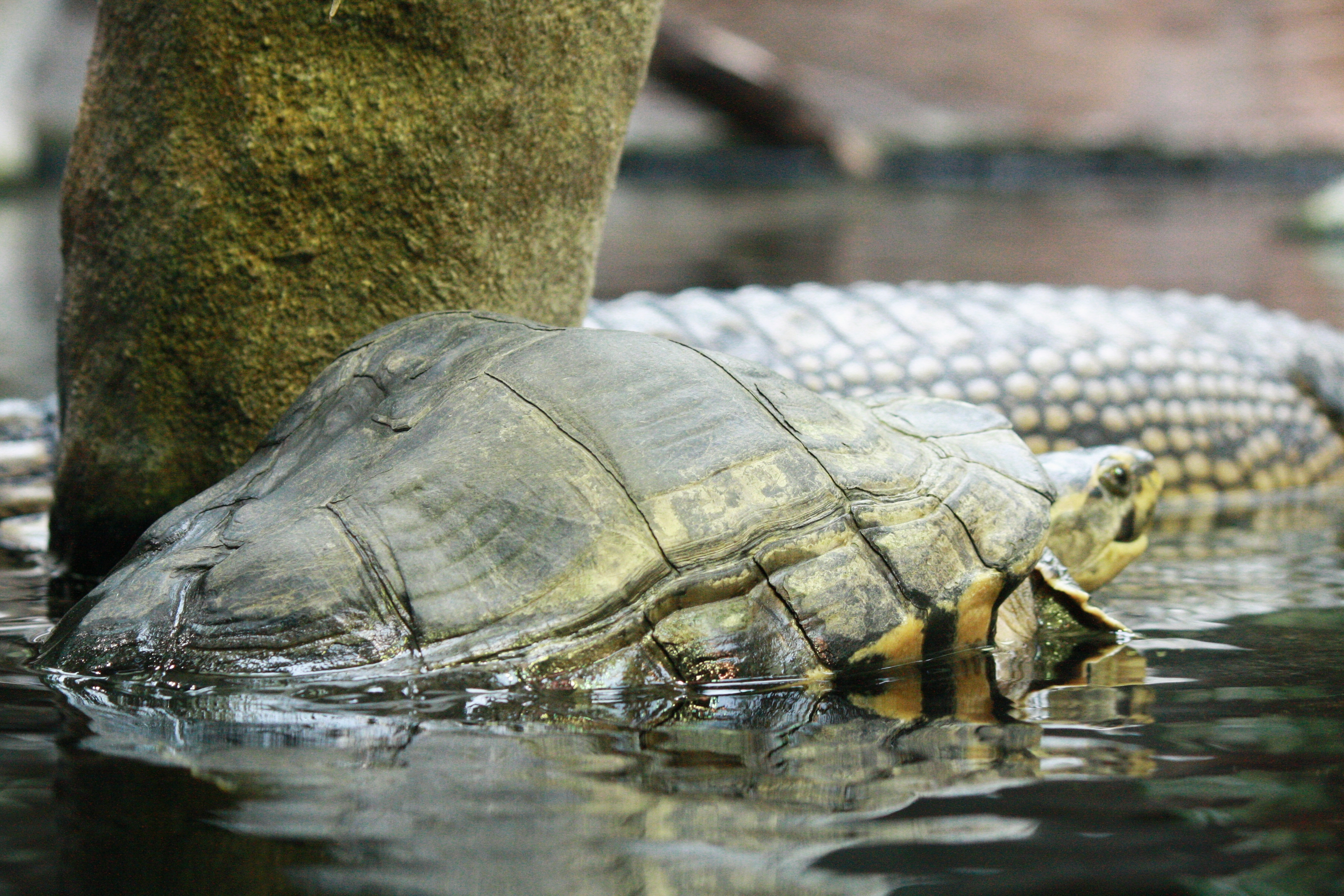
Hardella thurjii
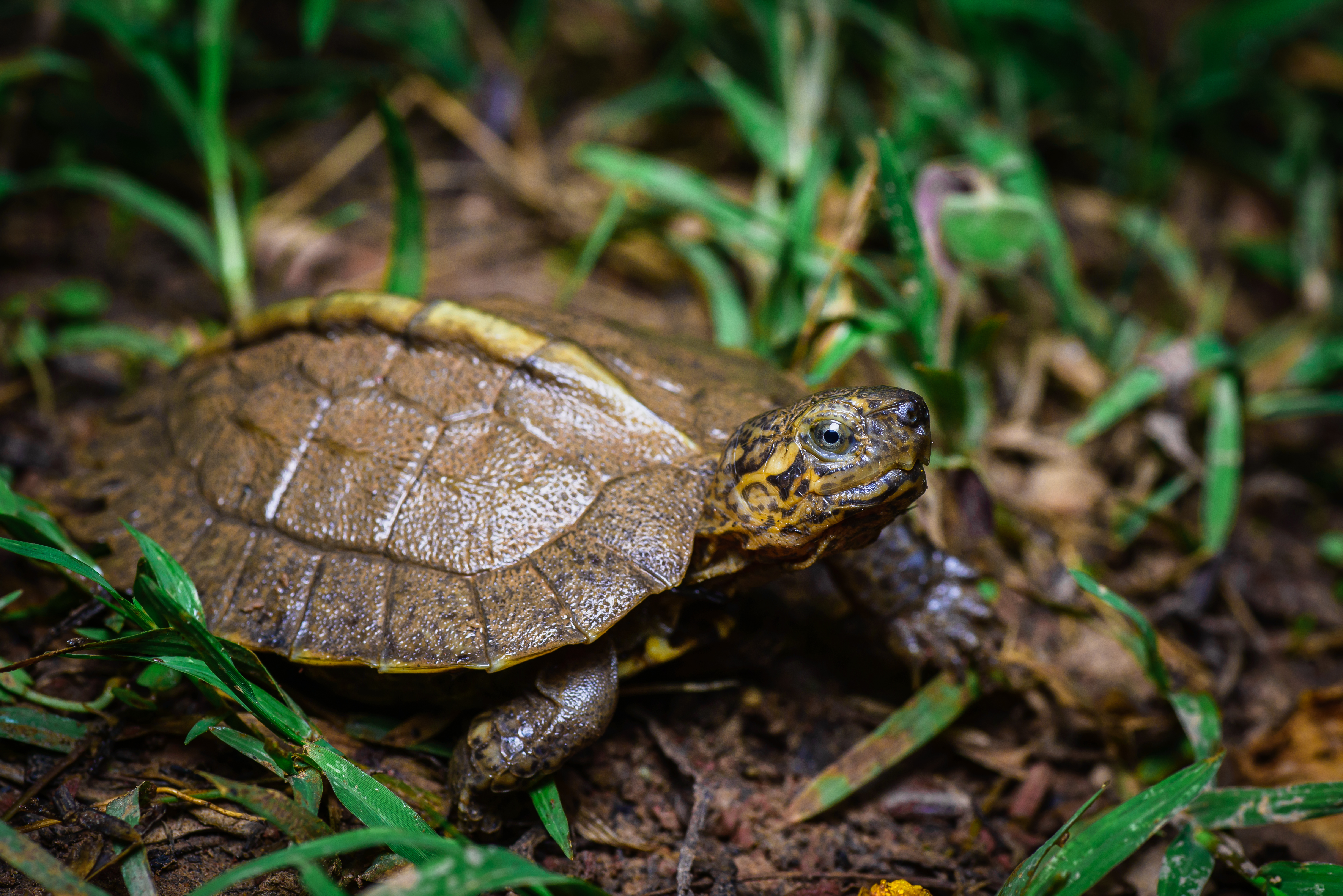
Heosemys grandis
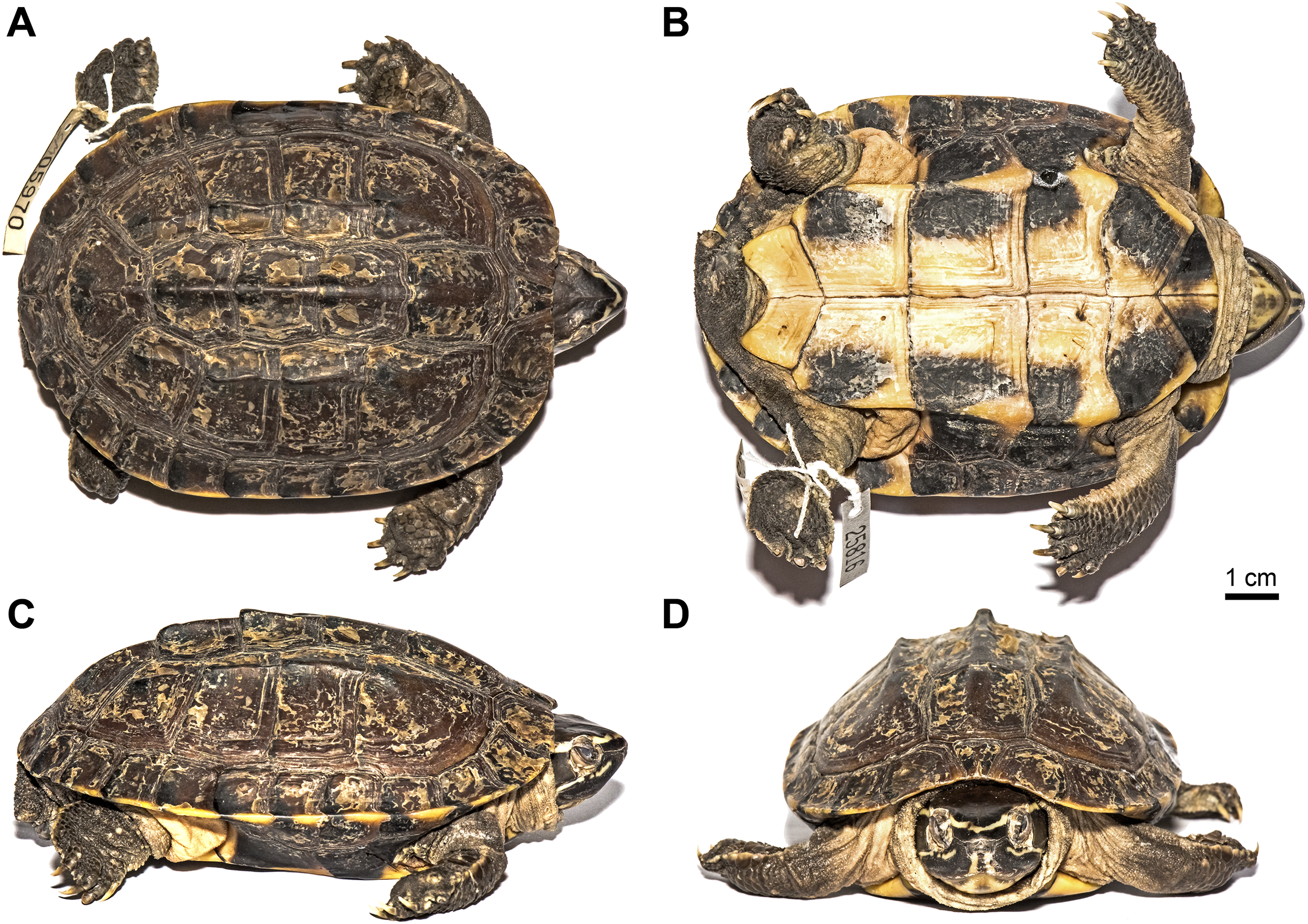
Malayemys khoratensis
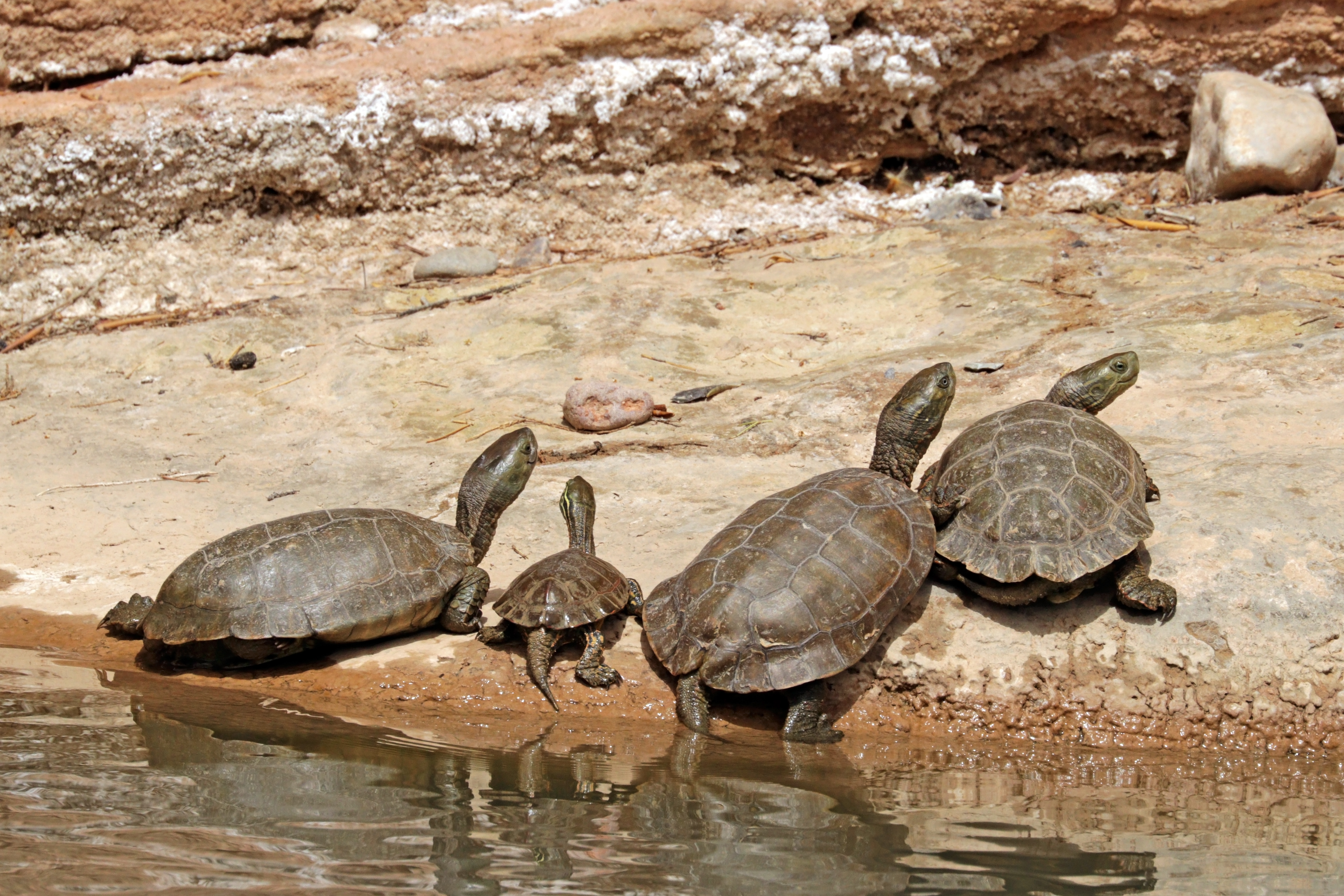
Mauremys leprosa
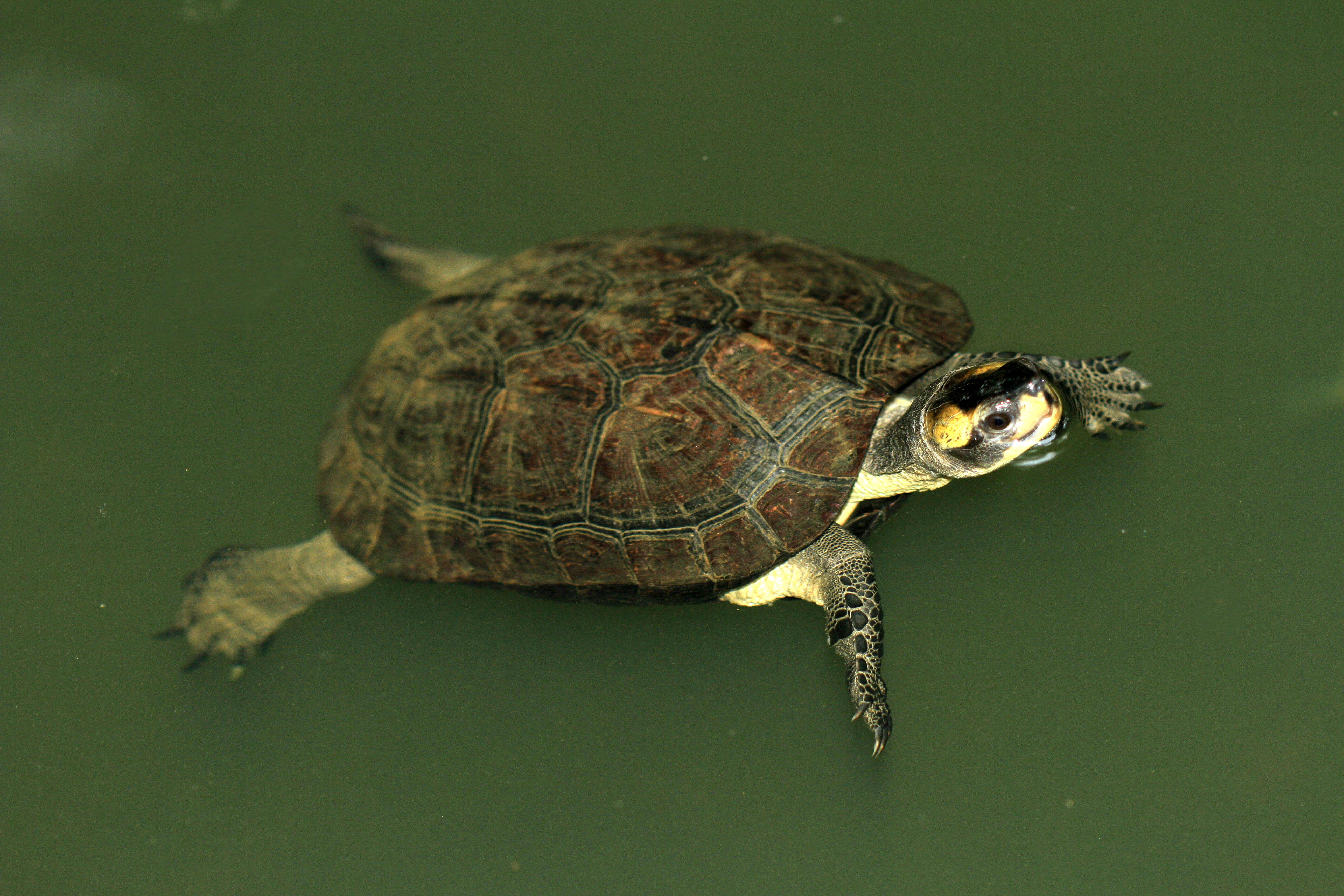
Melanochelys trijuga
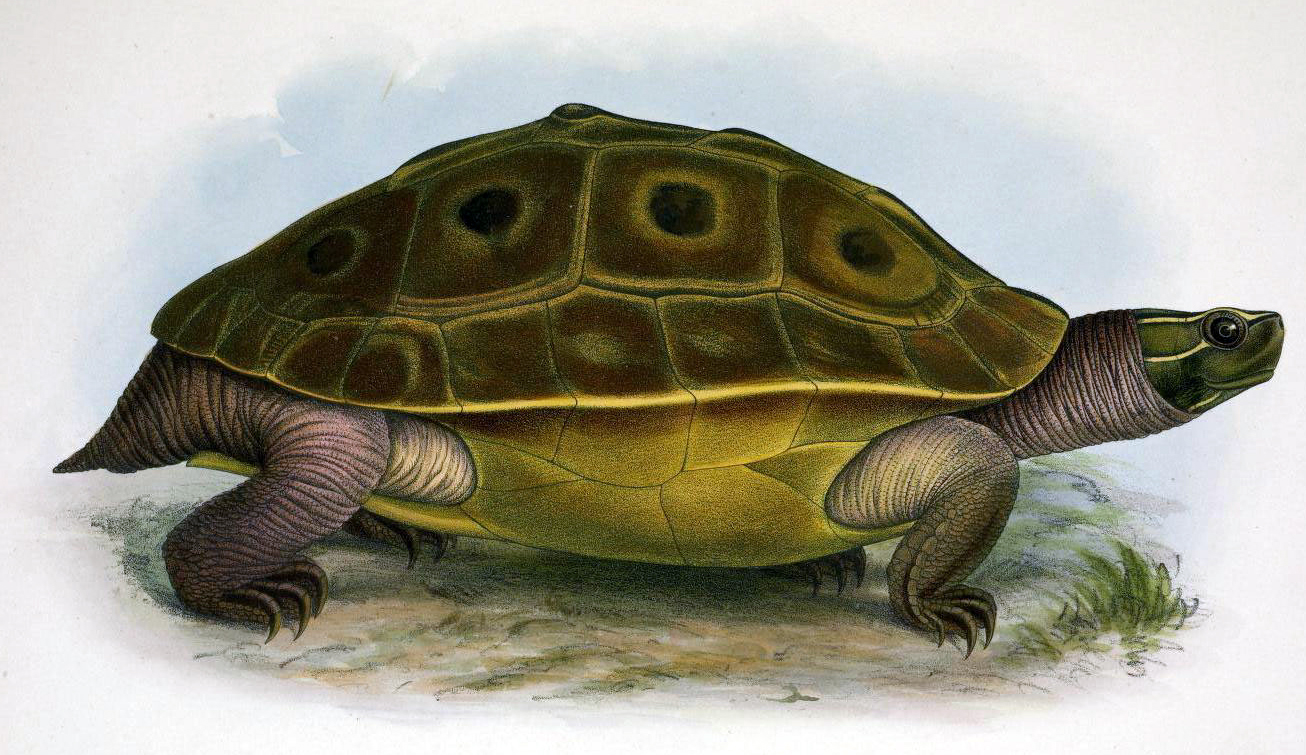
Morenia ocellata
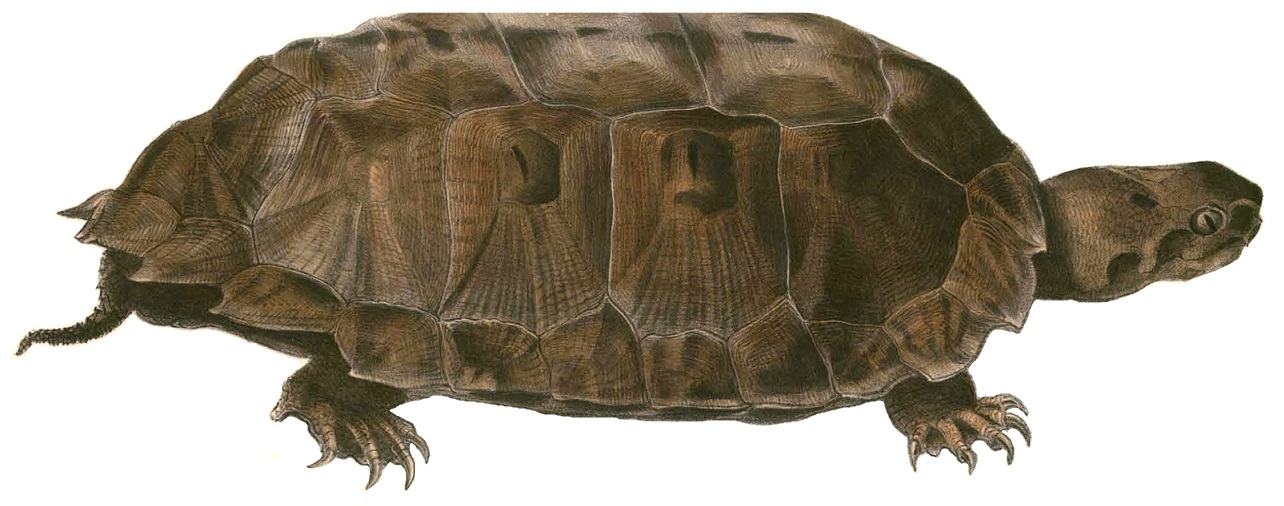
Notochelys platynota
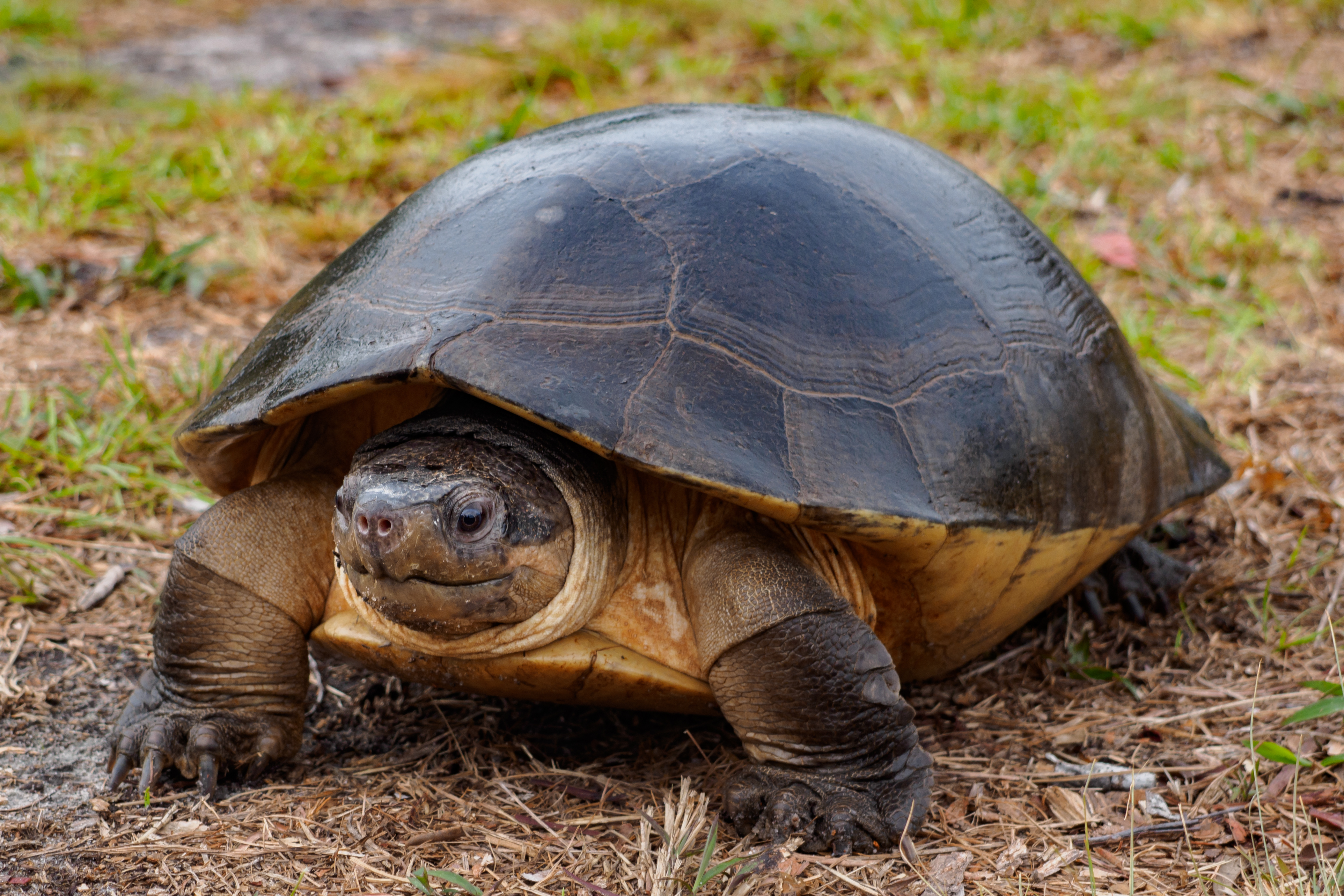
Orlitia borneensis
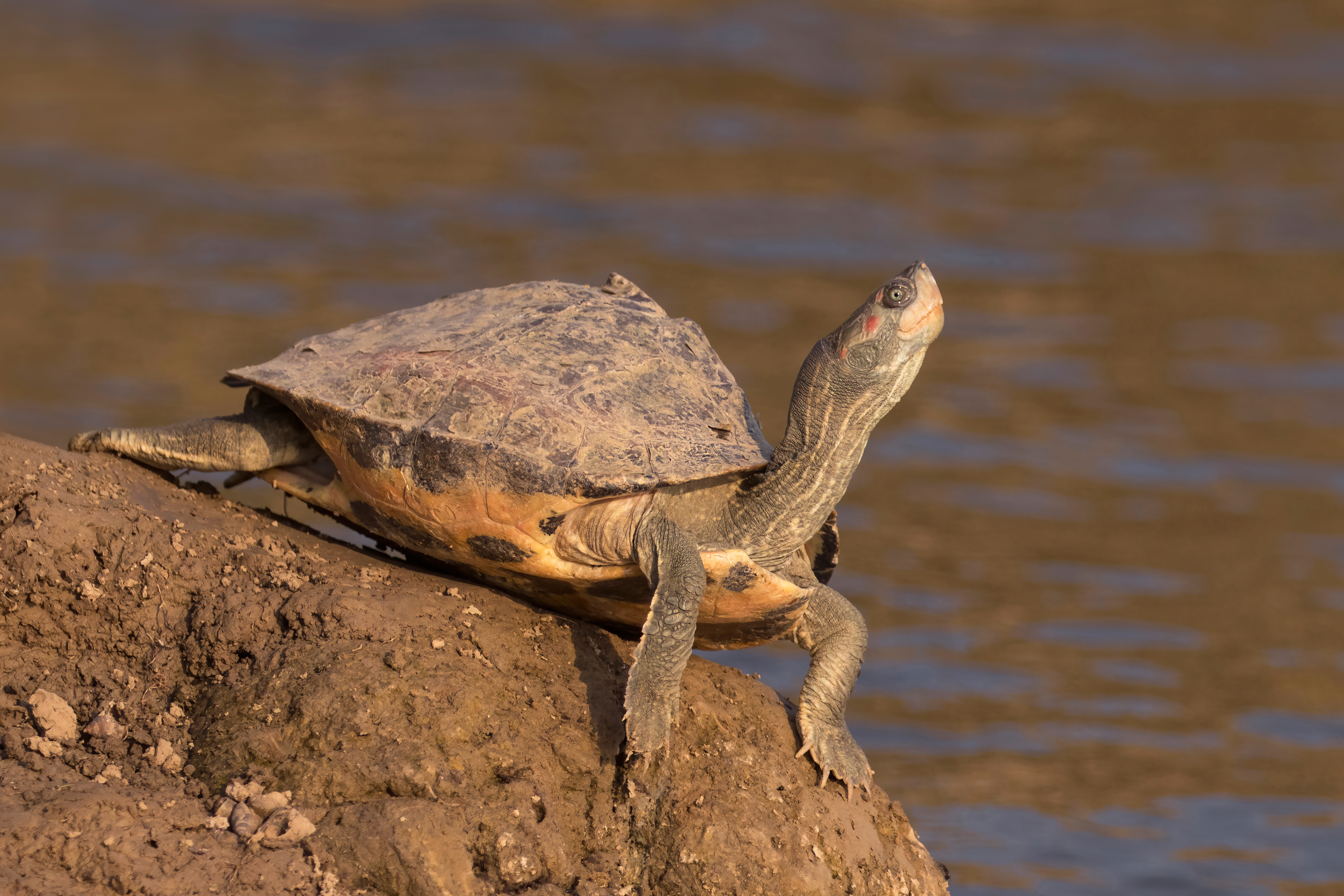
Pangshura tentoria
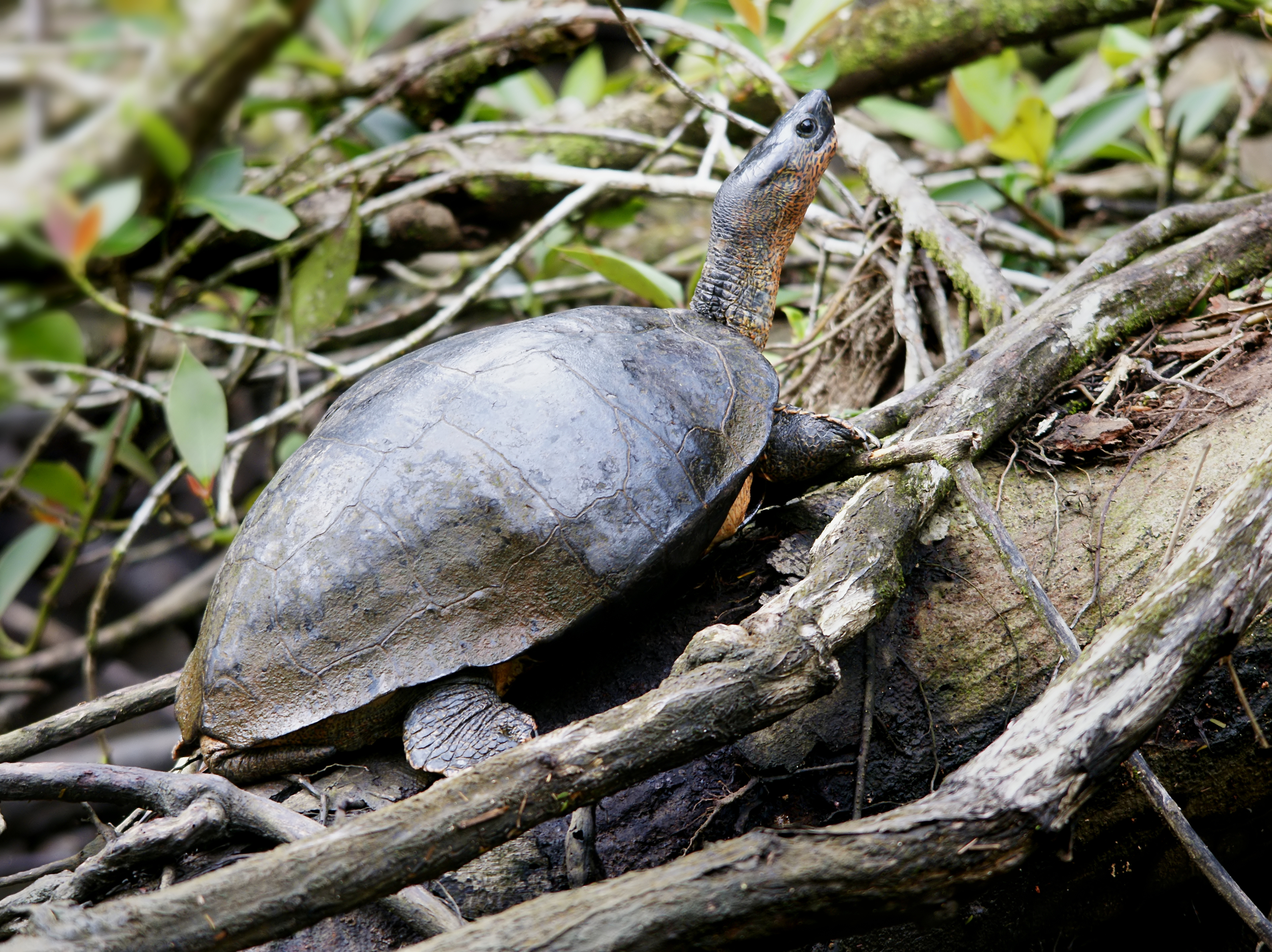
Rhinoclemmys funerea
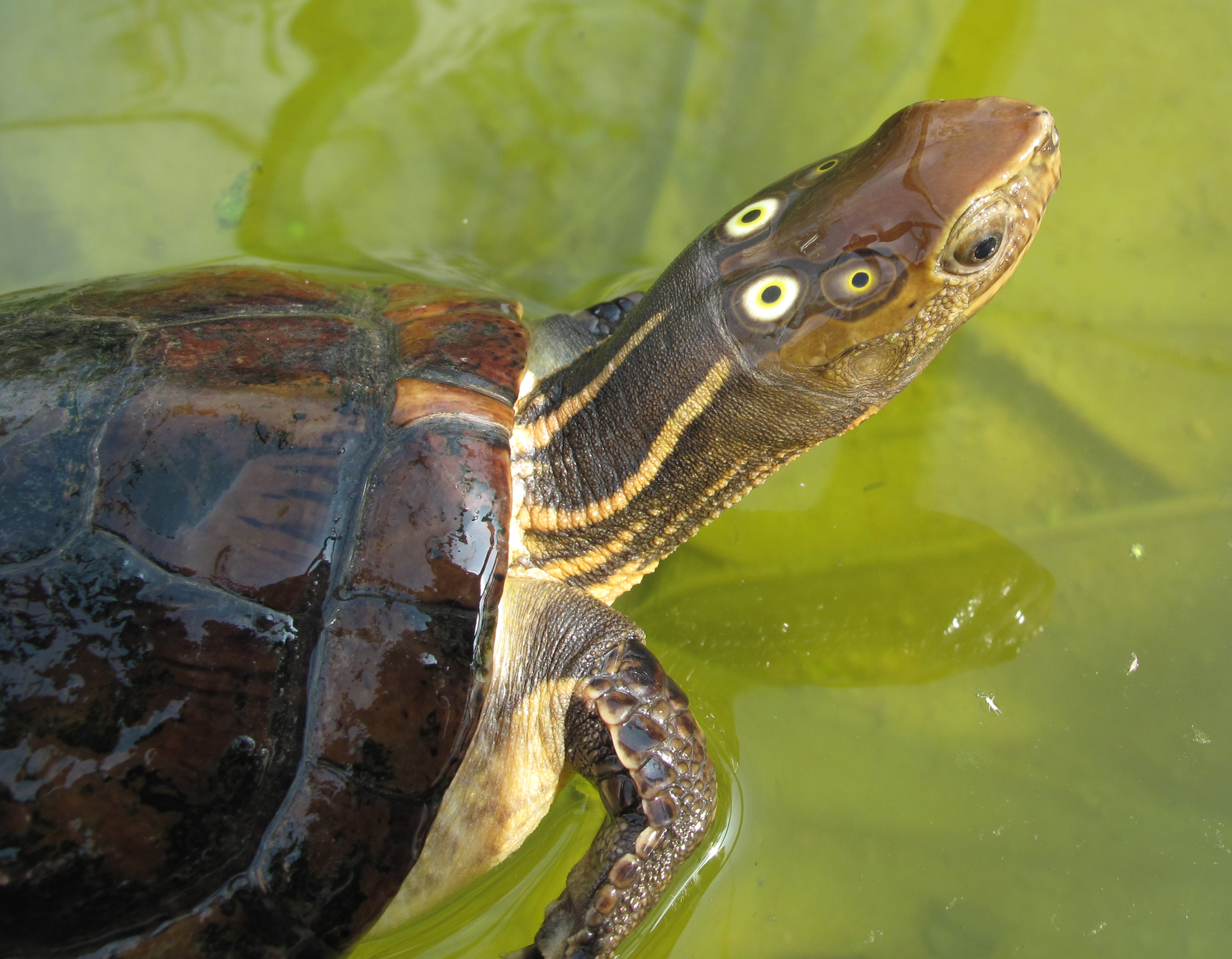
Sacalia quadriocellata
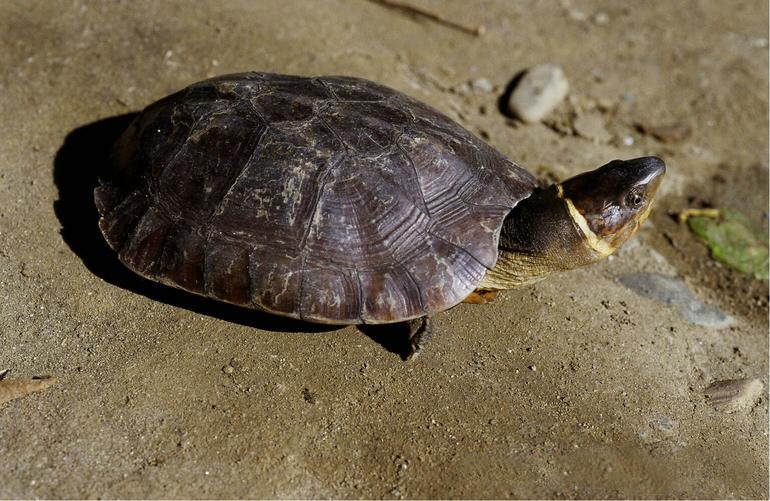
Siebenrockiella leytensis
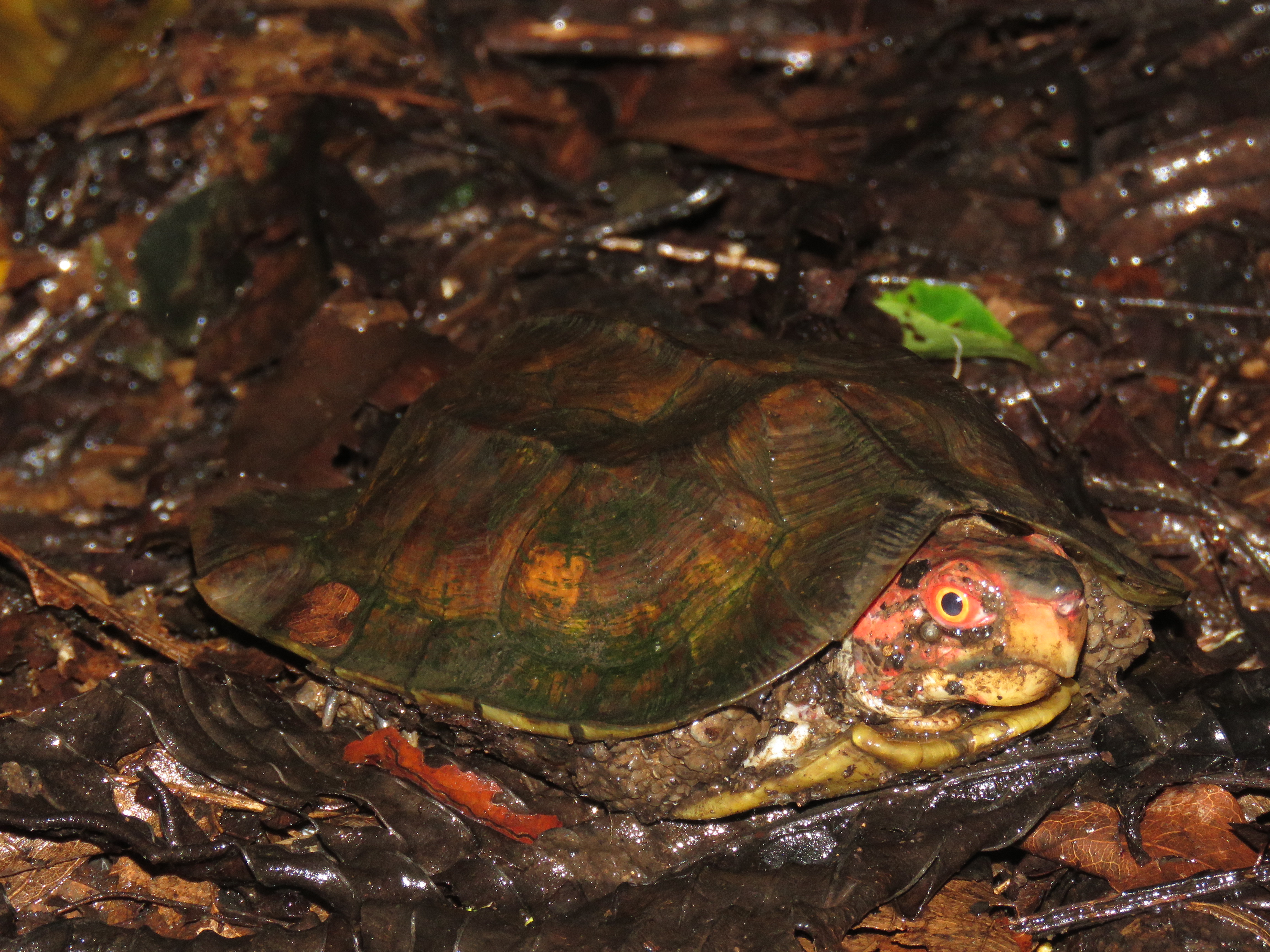
Vijayachelys silvatica

## Publication originale
- Theobald, 1868 : Catalogue of reptiles in the museum of the Asiatic Society of Bengal. Journal of the Asiatic Society, Calcutta, extra number 146, p. 7-88.